# QUIPS
QUIPS ist die Abkürzung für Qualitätsverbesserung in der postoperativen Schmerztherapie. Sie bezeichnet ein medizinisches Benchmark-Projekt, in dem die Schmerztherapie nach chirurgischen Operationen durch Patientenbefragung statistisch aufgearbeitet und verbessert wird.

## Ziel
Schmerzen haben in der Natur eine Warnfunktion – akute Schmerzen nach einer Operation hingegen nicht. Sie verlangsamen zum Beispiel den Heilungsprozess, verursachen Komplikationen und können bei unzureichender Behandlung chronisch werden. Schlechtes Schmerzmanagement gefährdet die Betroffenen, verursacht unnötiges Leiden und steigert die Behandlungskosten. Internationale Studien zeigen, dass die Schmerztherapie nach Operationen auch heute noch problematisch ist, da ein ausreichendes Schmerzmanagement in den meisten Krankenhäusern noch nicht umgesetzt wird.
Ziel von QUIPS ist die Verbesserung dieser Therapie durch eine kontinuierliche Erhebung von Daten zur Ergebnisqualität der Therapie, die Analyse dieser Daten und Rückmeldung an die beteiligten Kliniken. Bessere Behandlung von Schmerzen und anderen postoperativen Beschwerden kann zur Verkürzung des Krankenhausaufenthaltes beitragen und die Patientenzufriedenheit erhöhen. Daher liegt der Schwerpunkt von QUIPS auf der Ergebnisqualität aus Sicht der Patienten.

## Vorgehensweise
Am ersten Tag nach der Operation werden bei einer repräsentativen Patientenstichprobe Parameter der Ergebnisqualität (Schmerzintensität mit numerischer Rating-Skala, funktionelle Einschränkungen, Nebenwirkungen) sowie ausgewählte klinisch-demografische Daten (Alter, Geschlecht, Operationsart, Medikation) durch einen Patientenfragebogen erfasst. Die Daten werden anonymisiert an eine zentrale Datenbank gesendet. Rückschlüsse auf einzelne Patienten sind nicht möglich.
Ein Web-Frontend ermöglicht die Datenanalyse für teilnehmende Kliniken. Dazu loggen sich die Teilnehmer über das Internet ein. Sie können dann individualisierte zeitliche Auswertungen abrufen und sich untereinander vergleichen. Damit können sie Auswirkungen von Änderungen in den Prozessparametern (z. B. Gabe eines anderen Medikaments, Kühlung) direkt ablesen. Neben der statistischen Analyse geben ausgesuchte Kliniken mit guten sowohl als auch schlechten Resultaten ihre Schmerztherapie auf der Webseite wieder und ermöglichen anderen Projektteilnehmern dadurch, ihr Vorgehen zu vergleichen und gegebenenfalls anzupassen.

## Geschichte
QUIPS wurde und wird seit 1998 am Universitätsklinikum Jena entwickelt. Ursprünglich wurde es durch das Bundesministerium für Gesundheit gefördert. Heute finanziert es sich selbst und wird von verschiedenen Partnern unterstützt, etwa durch die Deutsche Gesellschaft für Anästhesiologie und Intensivmedizin, die Deutsche Gesellschaft für Chirurgie, den Berufsverband Deutscher Anästhesistinnen und Anästhesisten und den Berufsverband Deutscher Chirurgen.
Derzeit (Januar 2014) nehmen 190 Kliniken aus Deutschland, Österreich und der Schweiz an QUIPS teil. In der Datenbank befinden sich derzeit (Januar 2014) circa 333.000 anonymisierte Datensätze. Im EU-geförderten Partnerprojekt PAIN OUT wird seit 2009 die Idee von QUIPS auf Europa ausgeweitet und weiterentwickelt.